# Віндрейське сільське поселення
Віндре́йське сільське поселення (рос. Виндрейское сельское поселение) — муніципальне утворення у складі Торбеєвського району Мордовії, Росія. Адміністративний центр та єдиний населений пункт — село Віндрей.

## Населення
Населення — 336 осіб (2019, 444 у 2010, 512 у 2002).